# Nippon Safes Inc.
Nippon Safes Inc. is een Computerspel dat werd ontwikkeld en uitgegeven door de Italiaanse spelontwikkelaar Dynabyte. Het spel kwam in voor de platforms Commodore Amiga. Het spel in 1992 voor DOS en een jaar later voor de Commodore Amiga. Het spel is het vervolg op Big Red Adventure en speelt zich af in Tokio. Het spel bevat drie karakters Doug (kluiskraker), Dino (bokser) en Donna (danseres). In elke plot moeten verschillende raadsels worden opgelost. Als de speler een plot heeft opgelost met elk van de karakters volgt een plot waar alle drie de karakters voorkomen. Het spel bevat Italiaanse humor. Het perspectief van het spel is in de derde persoon. Het spel kan gespeeld worden in het Duits, Engels, Frans en Italiaans.

## Platforms
| Jaar | Platform |
| ---- | -------- |
| 1992 | DOS      |
| 1993 | Amiga    |

## Ontvangst
| Beoordeeld door | Platform | Datum          | Score |
| --------------- | -------- | -------------- | ----- |
| Adventurearchiv | DOS      | 8 mei 2009     | 69%   |
| High Score      | DOS      | januari 1994   | 60%   |
| Amiga Joker     | Amiga    | september 1993 | 55%   |
| Power Play      | Amiga    | juni 1993      | 46%   |
| Tilt            | DOS      | oktober 1993   | 42%   |